# Du sollt Gott, deinen Herren, lieben
Du sollt Gott, deinen Herren, lieben (BWV 77) ist eine Kirchen-Kantate von Johann Sebastian Bach. Er komponierte sie 1723 in Leipzig für den 13. Sonntag nach Trinitatis und führte sie am 22. August 1723 erstmals auf.

## Geschichte und Worte
Bach komponierte die Kantate 1723 in seinem ersten Amtsjahr in Leipzig für den 13. Sonntag nach Trinitatis.
Die vorgeschriebenen Lesungen für den Sonntag waren Gal 3,15–22 , Paulus über „Gesetz und Verheißung“, und Lk 10,23–37 , das Gleichnis vom barmherzigen Samariter. Laut Christoph Wolff stammt der Kantatentext von Johann Oswald Knauer und erschien in Gotha 1720 in „Gott-geheiligtes Singen und Spielen“. Der Text lehnt sich eng an das Evangelium an, insbesondere an die Vorgeschichte der Erzählung vom Barmherzigen Samariter. Die Frage des Schriftgelehrten, was er tun müsse, um das Himmelreich zu erlangen, soll er selbst beantworten: das Gebot, Gott und den Nächsten zu lieben. Dieses Doppelgebot der Liebe ist der Text des ersten Satzes. Dementsprechend ist der folgende Text in zwei Teile aufgeteilt, ein Rezitativ und Arie behandeln die Liebe zu Gott, ein symmetrisches Paar die Liebe zum Nächsten. Der Text des Schlusschorals ist nicht überliefert. Karl Friedrich Zelter schlug die achte Strophe von David Denickes Choral Wenn einer alle Ding verstünd (1657) vor. Werner Neumann schlug die achte Strophe von Denickes O Gottes Sohn, Herr Jesu Christ (1657) vor, „Herr, durch den Glauben wohn in mir“.

## Besetzung und Aufbau
Die Kantate ist besetzt mit vier Solisten, Sopran, Alt, Tenor und Bass, vierstimmigem Chor, tromba da tirarsi (Barocktrompete), zwei Oboen, zwei Violinen, Viola und Basso continuo.
1. Coro: Du sollt Gott, deinen Herren, lieben
2. Recitativo (Bass): So muss es sein!
3. Aria (Sopran): Mein Gott, ich liebe dich von Herzen
4. Recitativo (Tenor): Gib mir dabei, mein Gott! ein Samariterherz
5. Aria (Alt): Ach, es bleibt in meiner Liebe
6. Chorale: Herr, durch den Glauben wohn in mir[4]

## Musik
Der Eingangschor enthält Bachs Deutung des entscheidenden Gebotes, an dem gemäß der Parallelstelle Mt 22,34–40  das ganze Gesetz und die Propheten hängen. Bach hatte den Dualismus der Liebe zu Gott und der brüderlichen Liebe bereits in seiner umfangreichen Kantate in 14 Sätzen Die Himmel erzählen die Ehre Gottes zu Beginn seines ersten Kantatenzyklus behandelt. Um die Universalität des Gesetzes zu zeigen, führt er Luthers Choral Dies sind die heilgen zehn Gebot ein, der die Gebote des Alten Testaments anspricht, und strukturiert durch ihn den Satz. Die Choralmelodie wird im Kanon gespielt, der strengsten musikalischen Form. Der Kanon wird gespielt von der Trompete, also in höchster Lage, und dem continuo in tiefster Lage. Zudem spielt die Trompete im Unterquartkanon doppelt so schnell wie der Bass, daher kann sie einzelne Zeilen und schließlich die gesamte Melodie wiederholen und kommt dabei auf symbolische zehn Einsätze. Die Singstimmen, die das Gesetz des Neuen Testaments vertreten, bewegen sich in Imitation über ein Thema, das von der Choralmelodie abgeleitet ist und zuerst von den Instrumenten vorgestellt wird.
Ein kurzes secco Rezitativ führt zu einer Arie, die von zwei obligaten Oboen in häufigen Terzparallelen begleitet wird. Der Gebetscharakter des zweiten Rezitativs wird von Streichern unterstrichen. In der letzten Arie in Form einer Sarabande stellt Bach die im Text erwähnte Unvollkommenheit dar, indem er eine obligate Trompete schwierige Intervalle und heikle Töne spielen lässt, die auf der Barocktrompete nur unvollkommen wiedergegeben werden können, während er im Mittelteil, so John Eliot Gardiner, in einem langen Trompetensolo von großer Schönheit einen Blick in die göttliche Welt ermöglicht.
Der Schlusschoral ist ein vierstimmiger Satz auf die Melodie von Luthers Ach Gott, vom Himmel sieh darein (1524).

## Einspielungen
- Die Bach Kantate Vol. 47, Helmuth Rilling, Gächinger Kantorei, Bach-Collegium Stuttgart, Helen Donath, Helen Watts, Adalbert Kraus, Wolfgang Schöne, Hänssler 1983
- J.S. Bach: Das Kantatenwerk – Sacred Cantatas Vol. 4, Gustav Leonhardt, Knabenchor Hannover,  Collegium Vocale Gent, Leonhardt-Consort, Solist des Knabenchor Hannover, Paul Esswood, Adalbert Kraus, Max van Egmond, Teldec 1978
- J.S. Bach: Complete Cantatas Vol. 8, Ton Koopman, Amsterdam Baroque Orchestra & Choir, Dorothea Röschmann, Elisabeth von Magnus, Jörg Dürmüller, Klaus Mertens, Antoine Marchand 1998
- J.S. Bach: Cantatas Vol. 13 – Cantatas from Leipzig 1723, Masaaki Suzuki, Bach Collegium Japan, Yoshie Hida, Kirsten Sollek-Avella, Makoto Sakurada, Peter Kooij, BIS 1999
- Bach Cantatas Vol. 6: Köthen/Frankfurt / For the 12th Sunday after Trinity / For the 13th Sunday after Trinity, John Eliot Gardiner, Monteverdi Choir, English Baroque Soloists, Gillian Keith, Nathalie Stutzmann, Christoph Genz, Jonathan Brown, Soli Deo Gloria 1990